# Nazionale maschile di hockey su prato dell'Italia
La nazionale di hockey su prato dell'Italia è la squadra di hockey su prato rappresentativa dell'Italia ed è posta sotto la giurisdizione della Federazione Italiana Hockey.

## Partecipazioni

### Mondiali
- 1971 – non partecipa
- 1973 – non partecipa
- 1975 – non partecipa
- 1978 – 13º posto
- 1982 – non partecipa
- 1986 – non partecipa
- 1990 – non partecipa
- 1994 – non partecipa
- 1998 – non partecipa
- 2002 – non partecipa
- 2006 – non partecipa
- 2010 – non partecipa
- 2014 – non partecipa
- 2018 – non partecipa

### Olimpiadi
- 1908-1948 – non partecipa
- 1952 - Ottavi di finale
- 1956 - non partecipa
- 1960 – 12º posto
- 1964–2024 – non partecipa

### Champions Trophy
- 1978–2008 – non partecipa

### EuroHockey Nations Championship
Informazioni sul Sito ufficiale EuroHockey
- 1970 - 13º posto
- 1974 - 12º posto
- 1978 - non qualificata
- 1983 - non qualificata
- 1987 - 9º posto
- 1991 - 12º posto
- 1995 - non qualificata
- 1999 - 12º posto
- 2003 - 10º posto
- 2005 - 13º posto
- 2007 - 14º posto
- 2009 - 15º posto
- 2011 - 18º posto
- 2013 - 16º posto